# Ján Pojer
Ján Jiří Pojer (ur. 1934, zm. 2006) – czeski duchowny katolicki, biskup Kościoła podziemnego w Czechosłowacji

## Życiorys
Syn znanego brneńskiego wydawcy Jána Pojera. W latach 60. XX wieku związany aktywnie z Kościołem podziemnym w Czechosłowacji. Wyświęcony w nim na księdza, a następnie w 1968 roku tajnie na biskupa.
Od lat 70. XX wieku przebywał na emigracji. Starał się w Stolicy Apostolskiej o pozwolenie na sprawowanie urzędu biskupa w Szwajcarii. Zgody jednak nie uzyskał. Po niepowodzeniach związanych z uznaniem sakry ożenił się i zrezygnował z pełnienia funkcji kapłana rzymskokatolickiego.